# British Grand Prix 2021 (Leichtathletik)
Der British Grand Prix 2021, offiziell Müller Grand Prix Gateshead, war ein Leichtathletik-Meeting, welche am 23. Mai 2021 im Gateshead International Stadium im nordenglischen Gateshead stattfand und Teil der Diamond League war. Es war dies die 24. Austragung dieser Veranstaltung und stellte 2021 den Beginn der Diamond League dar. Erstmals seit 2010 wurde der Grand Prix in Gateshead ausgetragen und nicht in Birmingham. Kalte Temperaturen, Wind und Regen verhinderten größtenteils Spitzenleistungen in den einzelnen Disziplinen.

## Ergebnisse

### Männer

#### 200 m
| Platz | Athlet           | Land | Zeit (s) |
| ----- | ---------------- | ---- | -------- |
| 1     | Kenneth Bednarek | USA  | 20,33    |
| 2     | Aaron Brown      | CAN  | 20,79    |
| 3     | Andre De Grasse  | CAN  | 20,85 SB |
| 4     | Vernon Norwood   | USA  | 20,95    |
| 5     | Emmanuel Matadi  | LBR  | 21,13    |
| 6     | Adam Gemili      | GBR  | 21,18 SB |
| 7     | Mike Rodgers     | USA  | 21,47 SB |
| 8     | Tommy Ramdhan    | GBR  | 21,61 SB |

Wind: −3,0 m/s

#### 1500 m
| Platz                     | Athlet                       | Land | Zeit (min) |
| ------------------------- | ---------------------------- | ---- | ---------- |
| 1                         | Jakob Ingebrigtsen           | NOR  | 3:36,27 SB |
| 2                         | Oliver Hoare                 | AUS  | 3:36,58    |
| 3                         | Stewart McSweyn              | AUS  | 3:37,32    |
| 4                         | Ignacio Fontes               | ESP  | 3:37,97    |
| 5                         | Matthew Ramsden              | AUS  | 3:37,98    |
| 6                         | Archie Davis                 | GBR  | 3:41,66 SB |
| 7                         | George Mills                 | GBR  | 3:42,70    |
| 8                         | Adam Ali Mousab              | QAT  | 3:43,80    |
| 9                         | Ryan Gregson                 | AUS  | 3:45,36    |
| 10                        | Thomas Keen                  | GBR  | 3:45,97 SB |
| 11                        | Andreas Lindgreen            | DEN  | 3:51,46 SB |
| 12                        | Brimin Kiprotich (Pacemaker) | KEN  | 3:51,46 SB |
| 13                        | Saúl Ordóñez                 | ESP  | 3:54,16 SB |
|                           | Kalle Berglund               | SWE  | DNF        |
| Erik Sowinski (Pacemaker) | USA                          | DNF  |            |

#### 5000 m
| Platz                   | Athlet              | Land | Zeit (min)  |
| ----------------------- | ------------------- | ---- | ----------- |
| 1                       | Mohamed Katir       | ESP  | 13:08,52 PB |
| 2                       | Nicholas Kimeli     | KEN  | 13:10,11 SB |
| 3                       | Michael Kibet       | KEN  | 13:20,52 SB |
| 4                       | Morgan McDonald     | AUS  | 13:22,78    |
| 5                       | Jonas Raess         | SUI  | 13:22,92 SB |
| 6                       | Andrew Butchart     | GBR  | 13:23,73    |
| 7                       | Jacob Krop          | KEN  | 13:24,64 SB |
| 8                       | Jimmy Gressier      | FRA  | 13:25,36    |
| 9                       | Robin Hendrix       | BEL  | 13:25,68 SB |
| 10                      | Henrik Ingebrigtsen | NOR  | 13:27,07 SB |
| 11                      | Mike Foppen         | NED  | 13:27,33    |
| 12                      | Seán Tobin          | IRL  | 13:33,93 PB |
| 13                      | Jack Rowe           | GBR  | 13:35,77 PB |
| 14                      | Jake Smith          | GBR  | 13:38,01 PB |
| 15                      | David McNeill       | AUS  | 13:54,13    |
| 16                      | Jonathan Davies     | GBR  | 14:17,57    |
|                         | Adel Mechaal        | ESP  | DNF         |
| Ouassim Oumaiz          | ESP                 | DNF  |             |
| Adam Clarke (Pacemaker) | GBR                 | DNF  |             |

#### 3000 m Hindernis
| Platz                      | Athlet          | Land | Zeit (min) |
| -------------------------- | --------------- | ---- | ---------- |
| 1                          | Hillary Bor     | USA  | 8:30,20    |
| 2                          | Leonard Bett    | KEN  | 8:31,52 SB |
| 3                          | Djilali Bedrani | FRA  | 8:32,04 SB |
| 4                          | Mark Pearce     | GBR  | 8:32,65PB  |
| 5                          | Daniel Arce     | ESP  | 8:33,00    |
| 6                          | Ole Hesselbjerg | DEN  | 8:34,70 SB |
| 7                          | Abraham Kibiwot | KEN  | 8:35,14 SB |
| 8                          | Phil Norman     | GBR  | 8:35,31    |
| 9                          | Topi Raitanen   | FIN  | 8:35,82 SB |
| 10                         | James Nipperess | AUS  | 8:36,83    |
| 11                         | Matthew Hughes  | CAN  | 8:38,11 SB |
| 12                         | Zak Seddon      | GBR  | 8:38,39    |
|                            | Stanley Kebenei | USA  | DNF        |
| Ben Buckingham (Pacemaker) | AUS             | DNF  |            |

#### Stabhochsprung
| Platz               | Athlet           | Land | Höhe (m) |
| ------------------- | ---------------- | ---- | -------- |
| 1                   | Sam Kendricks    | USA  | 5,74     |
| 2                   | Armand Duplantis | SWE  | 5,55     |
| 3                   | Harry Coppell    | GBR  | 5,45 SB  |
| 4                   | Cole Walsh       | USA  | 5,30     |
| 5                   | Ben Broeders     | BEL  | 5,30 SB  |
|                     | Charlie Myers    | GBR  | NH       |
| Valentin Lavillenie | FRA              | NH   |          |

#### Weitsprung
| Platz | Athlet           | Land | Weite (m) |
| ----- | ---------------- | ---- | --------- |
| 1     | Filippo Randazzo | ITA  | 8,11 w    |
| 2     | Eusebio Cáceres  | ESP  | 8,04 SB   |
| 3     | Tajay Gayle      | JAM  | 8,00      |
| 4     | Radek Juška      | CZE  | 7,93 w    |
| 5     | Thobias Montler  | SWE  | 7,85 w    |
| 6     | Kristian Pulli   | FIN  | 7,85 w    |
| 7     | Reynold Banigo   | GBR  | 7,72      |
| 8     | Henry Frayne     | AUS  | 7,70 w    |
| 9     | Alex Farquharson | GBR  | 7,61      |

#### Speerwurf
| Platz | Athlet              | Land | Weite (m) |
| ----- | ------------------- | ---- | --------- |
| 1     | Marcin Krukowski    | POL  | 82,61 SB  |
| 2     | Keshorn Walcott     | TTO  | 77,78     |
| 3     | Kim Amb             | SWE  | 76,96     |
| 4     | Anderson Peters     | GRN  | 75,65     |
| 5     | Gatis Čakšs         | LAT  | 75,01 SB  |
| 6     | Norbert Rivasz-Tóth | HUN  | 73,20     |
| 7     | Harry Hughes        | GBR  | 71,23     |

### Frauen

#### 100 m
| Platz | Athletin                | Land | Zeit (s) |
| ----- | ----------------------- | ---- | -------- |
| 1     | Dina Asher-Smith        | GBR  | 11,35 SB |
| 2     | Sha’Carri Richardson    | USA  | 11,44    |
| 3     | Marie-Josée Ta Lou      | CIV  | 11,48 SB |
| 4     | Shelly-Ann Fraser-Pryce | JAM  | 11,51 SB |
| 5     | Blessing Okagbare       | NGR  | 11,57    |
| 6     | Javianne Oliver         | USA  | 11,58    |
| 7     | Natasha Morrison        | JAM  | 11,77    |
| 8     | Ajla Del Ponte          | SUI  | 11,81 SB |

Wind: −3,1 m/s

#### 400 m
| Platz | Athletin                | Land | Zeit (s) |
| ----- | ----------------------- | ---- | -------- |
| 1     | Kendall Ellis           | USA  | 51,86    |
| 2     | Stephenie Ann McPherson | JAM  | 51,96    |
| 3     | Lieke Klaver            | NED  | 52,03 SB |
| 4     | Kaylin Whitney          | USA  | 52,84    |
| 5     | Hannah Williams         | GBR  | 53,35    |
| 6     | Shericka Jackson        | JAM  | 53,40    |
| 7     | Lisanne de Witte        | NED  | 53,42 SB |
| 8     | Laviai Nielsen          | GBR  | 53,96 SB |

#### 1500 m
| Platz | Athletin                   | Land | Zeit (min) |
| ----- | -------------------------- | ---- | ---------- |
| 1     | Laura Muir                 | GBR  | 4:03,73    |
| 2     | Rababe Arafi               | MAR  | 4:07,73 SB |
| 3     | Katie Snowden              | GBR  | 4:08,92    |
| 4     | Sarah Healy                | IRL  | 4:09,92 SB |
| 5     | Gaia Sabbatini             | ITA  | 4:10,21    |
| 6     | Eilish McColgan            | GBR  | 4:10,48    |
| 7     | Winnie Nanyondo            | UGA  | 4:10,50    |
| 8     | Adelle Tracey              | GBR  | 4:10,93 SB |
| 9     | Marta Pérez                | ESP  | 4:11,51 SB |
| 10    | Elise Vanderelst           | BEL  | 4:14,03 SB |
| 11    | Esther Guerrero            | ESP  | 4:14,55    |
| 12    | Axumawit Embaye            | ETH  | 4:15,23 SB |
| 13    | Claudia Bobocea            | ROM  | 4:17,08 SB |
|       | Erin Wallace (Pacemakerin) | GBR  | DNF        |

#### 100 m Hürden
| Platz | Athletin          | Land | Zeit (s) |
| ----- | ----------------- | ---- | -------- |
| 1     | Cindy Sember      | GBR  | 13,28    |
| 2     | Luca Kozák        | HUN  | 13,37    |
| 3     | Luminosa Bogliolo | ITA  | 13,45    |
| 4     | Tiffany Porter    | GBR  | 13,50    |
| 5     | Megan Tapper      | JAM  | 13,53    |
| 6     | Zoë Sedney        | NED  | 13,57    |
| 7     | Pedrya Seymour    | BHS  | 13,57    |
| 8     | Laura Valette     | FRA  | 13,59    |

Wind: −3,9 m/s

#### Hochsprung
| Platz | Athletin                       | Land | Höhe (m) |
| ----- | ------------------------------ | ---- | -------- |
| 1     | Kamila Lićwinko                | POL  | 1,91     |
| 2     | Emily Borthwick                | GBR  | 1,91 PB  |
| 3     | Morgan Lake                    | GBR  | 1,88     |
| 4     | Marija Alexandrowna Lassizkene | ANA  | 1,88 SB  |
| 5     | Alessia Trost                  | ITA  | 1,88 =SB |
| 6     | Nikki Manson                   | GBR  | 1,84 SB  |
| 6     | Levern Spencer                 | LCA  | 1,84 SB  |
| 8     | Ana Šimić                      | CRO  | 1,84 SB  |
| 9     | Julija Lewtschenko             | UKR  | 1,84 SB  |
| 10    | Bethan Partridge               | GBR  | 1,80 SB  |

#### Dreisprung
| Platz | Athletin               | Land | Weite (m) |
| ----- | ---------------------- | ---- | --------- |
| 1     | Shanieka Ricketts      | JAM  | 14,40     |
| 2     | Patrícia Mamona        | POR  | 14,37 w   |
| 3     | Naomi Ogbeta           | GBR  | 14,29 w   |
| 4     | Kimberly Williams      | JAM  | 14,15     |
| 5     | Keturah Orji           | USA  | 13,96 w   |
| 6     | Paraskevi Papachristou | GRC  | 13,62 SB  |
| 7     | Dovilė Kilty           | LTU  | 12,96 w   |

#### Kugelstoßen
| Platz | Athletin            | Land | Weite (m) |
| ----- | ------------------- | ---- | --------- |
| 1     | Auriol Dongmo       | POR  | 19,08 SB  |
| 2     | Danniel Thomas-Dodd | JAM  | 18,46     |
| 3     | Magdalyn Ewen       | USA  | 18,54     |
| 4     | Sophie McKinna      | GBR  | 18,36 SB  |
| 5     | Fanny Roos          | SWE  | 18,33 SB  |
| 6     | Chase Ealey         | USA  | 18,12     |
| 7     | Amelia Strickler    | GBR  | 17,90 PB  |
| 8     | Christina Schwanitz | GER  | 17,86 SB  |